# تشارلز ستانيسلاس ماريون
تشارلز ستانيسلاس ماريون (بالفرنسية: Charles Stanislas Marion)‏ هو ضابط فرنسي، ولد في 7 مايو 1758 في Charmes, Vosges ‏ في فرنسا، وتوفي في 7 سبتمبر 1812 في Borodino (village), Mozhaysky District, Moscow Oblast ‏ في روسيا.